# Canton d'Épinal
Le canton d'Épinal est une ancienne division administrative française, qui était située dans le département des Vosges et la région Lorraine.

## Composition
Le canton d'Épinal était composé des communes suivantes :
- Épinal, Arches, Archettes, La Baffe, Chantraine, Dinozé, Chaumousey, Dignonville, Dogneville, Deyvillers, Darnieulles, Domèvre-sur-Avière, Dommartin-aux-Bois, Fomerey, Les Forges, Girancourt, Golbey, Jeuxey, Longchamp, Renauvoid, Saint-Laurent, Sanchey, Uxegney et Vaudeville.

## Représentation

### Conseillers généraux de 1833 à 1973
| Période | Période                   | Identité                       | Étiquette                | Qualité |
| ------- | ------------------------- | ------------------------------ | ------------------------ | --- |
| 1833    | 1838 (démission)          | Christophe Doublat             |                          | Banquier - Président du Conseil Général (1836-1837) Député (1816-1824) |
| 1838    | 1848                      | François-Félix Maud'heux       |                          | Avocat - Président du Conseil Général (1843) Maire d'Épinal (1862-1867), conseiller d'arrondissement                                                                                        |
| 1848    | 1852                      | Jules Mougin                   |                          | Rentier, maire d'Épinal (mai-juin 1848) |
| 1852    | 1864                      | Charles de Bourcier de Villers | Majorité dynastique      | Militaire - Député (1852-1863) |
| 1864    | 1870 (décès)              | Augustin Chambry (1813-1870)   |                          | Major de cavalerie, propriétaire à Épinal |
| 1870    | 1871                      | Augustin Boulay                |                          | Juge d'instruction, Président du Tribunal civil, conseiller municipal d'Épinal |
| 1871    | 1889                      | Émile George                   | Républicain              | Avocat Député (1871-1876) - Sénateur (1876-1891) |
| 1889    | 1895                      | Arthur Florion                 | Républicain              | Industriel Maire d'Épinal (1881-1883) |
| 1895    | 1898 (décès)              | Alfred Bourgeois               | Républicain              | Professeur |
| 1898    | 1913                      | Camille Krantz                 | Républicain Progressiste | maître des requêtes au Conseil d'Etat puis professeur de droit administratif à l'Ecole des Ponts-et-Chaussées Député (1891-1910) Ministre (1898-1899) Conseiller municipal de Saint-Laurent |
| 1913    | 1933 (décès)              | Louis Simonet                  | Rad.                     | Proviseur de lycée, député (1914-1919) Conseiller municipal d'Épinal |
| 1933    | 1941 (démission d'office) | Marc Rucart                    | Rad.                     | Journaliste Député (1928-1942) Ministre (1936-1940) Révoqué par le Gouvernement de Vichy Sénateur de Côte d'Ivoire (1946-1948), puis de Haute-Volta (1948-1958)                             |
|         |                           |                                |                          | |
| 1945    | 1951                      | Léonide Videau (1899-1979)     | SFIO                     | Herboriste à Épinal |
| 1951    | 1970                      | Alfred Thinesse                | MRP                      | Médecin-chirurgien, maire d'Épinal (1945-1947) |
| 1970    | 1973                      | Marcel Hoffer                  | UDR                      | Technicien en travaux publics Député (1962-1978) Conseiller régional (1974-1978) Elu en 1973 dans le Canton d'Épinal-Ouest                                                                  |

Le 13 juillet 1973, le canton est partagé en deux :
- le canton d'Épinal-Est ;
- le canton d'Épinal-Ouest.

### Conseillers d'arrondissement (de 1833 à 1940)
Le canton d'Épinal avait deux conseillers d'arrondissement jusqu'en 1926.
| Période                                  | Période      | Identité                         | Étiquette          | Qualité |
| ---------------------------------------- | ------------ | -------------------------------- | ------------------ | --- |
| 1833                                     | 1838         | François Félix Maud'heux         |                    | Greffier au Tribunal civil d'Épinal                                                                                      |
| 1833                                     | 1840 (décès) | Fortunat Pellicot (1793-1840)    |                    | Médecin, maire d'Épinal (1830-1834)                                                                                      |
| 1838                                     | 1848         | Sébastien Deblaye                | Droite monarchiste | Ancien officier, commandant la Garde Nationale à Épinal, Député en 1849                                                  |
| 1840                                     | 1848         | Pierre Germain Vadet (1787-1870) |                    | Officier retraité à Épinal, dirigeant de la société d'images d'Epinal "Pellerin et Compagnie"                            |
|                                          |              |                                  |                    | |
| av.1891                                  |              | Charles Gérardgeorge             |                    | Négociant, agriculteur, maire d'Épinal (1888-1892)                                                                       |
|                                          |              |                                  |                    | |
| 1898                                     | 1910         | Alfred Leybach                   |                    | Représentant de commerce, tailleur, Président du Conseil d'arrondissement                                                |
| 1898                                     | 1899 (décès) | Julien Collin                    |                    | Maire du Ménil |
|                                          |              |                                  |                    | |
| 1910                                     | 1913         | Louis Simonet                    | Rad.               | Instituteur |
| 1910                                     | 1919         | Adrien Finance                   |                    | Maire de Ban-de-Laveline                                                                                                 |
| 1913                                     | 1919         | Charles Denisot                  |                    | Juge au Tribunal de commerce d'Épinal                                                                                    |
| 1919                                     | 1931         | Victor Louis                     |                    | Juge au Tribunal de commerce, Président du syndicat général des féculiers de l'Est, propriétaire à Épinal                |
| 1919                                     | 1922         | Eugène Lecomte                   |                    | Conseiller municipal d'Épinal                                                                                            |
| 1922                                     | 1940         | Eugène Hatton (1871-1955)        | Rad.               | Représentant, négociant en vins, maire de La Baffe                                                                       |
| 1931                                     | 1940         | Léon Schwab                      | Rad.               | Bâtonnier de l'Ordre des avocats, Président du Conseil d'arrondissement, adjoint au maire d'Épinal, maire de 1938 à 1941 |
| 1940                                     |              |                                  |                    | Les conseils d'arrondissement ont été suspendus par la loi du 12 octobre 1940 et n'ont jamais été réactivés              |
| Les données manquantes sont à compléter. |              |                                  |                    | |